# 圣西尔蒙马兰
圣西尔蒙马兰（法語：Saint-Cyr-Montmalin，法語發音：[sɛ̃ siʁ mɔ̃malɛ̃]）是法国汝拉省的一个市镇，位于该省中部偏北，属于隆斯勒索涅区。

## 地理
圣西尔蒙马兰（46°56'58"N, 5°43'46"E）面积10.21 平方千米，位于法国勃艮第-弗朗什-孔泰大區汝拉省，该省份为法国东部内陆省份，北起上索恩省，西北接科多尔省，西临索恩-卢瓦尔省，南至安省，东与杜省和瑞士接壤。
与圣西尔蒙马兰接壤的市镇（或旧市镇、城区）包括：尚布莱、蒙蒂尼莱萨叙尔、瓦当、阿瓦勒新城、维莱特莱萨尔布瓦。

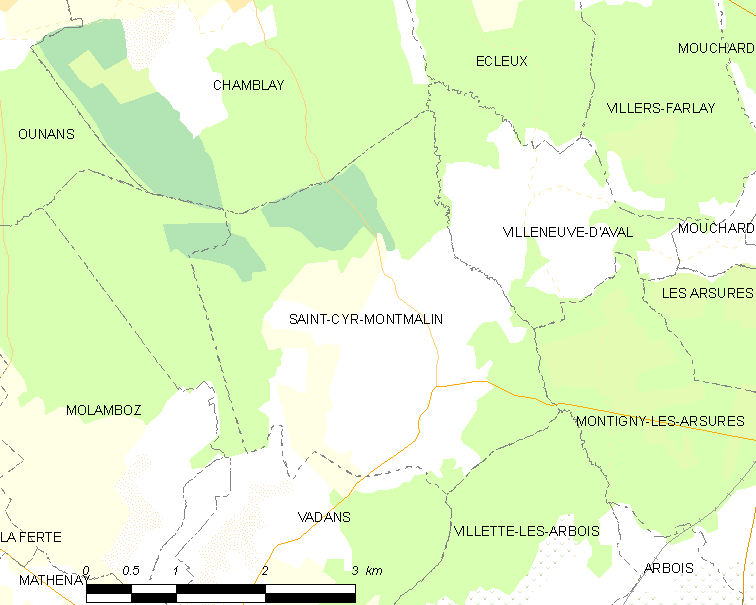
圣西尔蒙马兰的OSM定位图

圣西尔蒙马兰的时区为UTC+01:00、UTC+02:00（夏令时）。

## 行政
圣西尔蒙马兰的邮政编码为39600，INSEE市镇编码为39479。

## 政治
圣西尔蒙马兰所属的省级选区为阿尔布瓦县。

## 人口

1962-2008年间圣西尔蒙马兰人口变化图示

圣西尔蒙马兰于2022年1月1日时的人口数量为246人。